# Alexandre Moritzi
Alexandre Moritzi  (Coira, 1806 – 1850) foi um naturalista suíço.